# Johann Andreas Danz

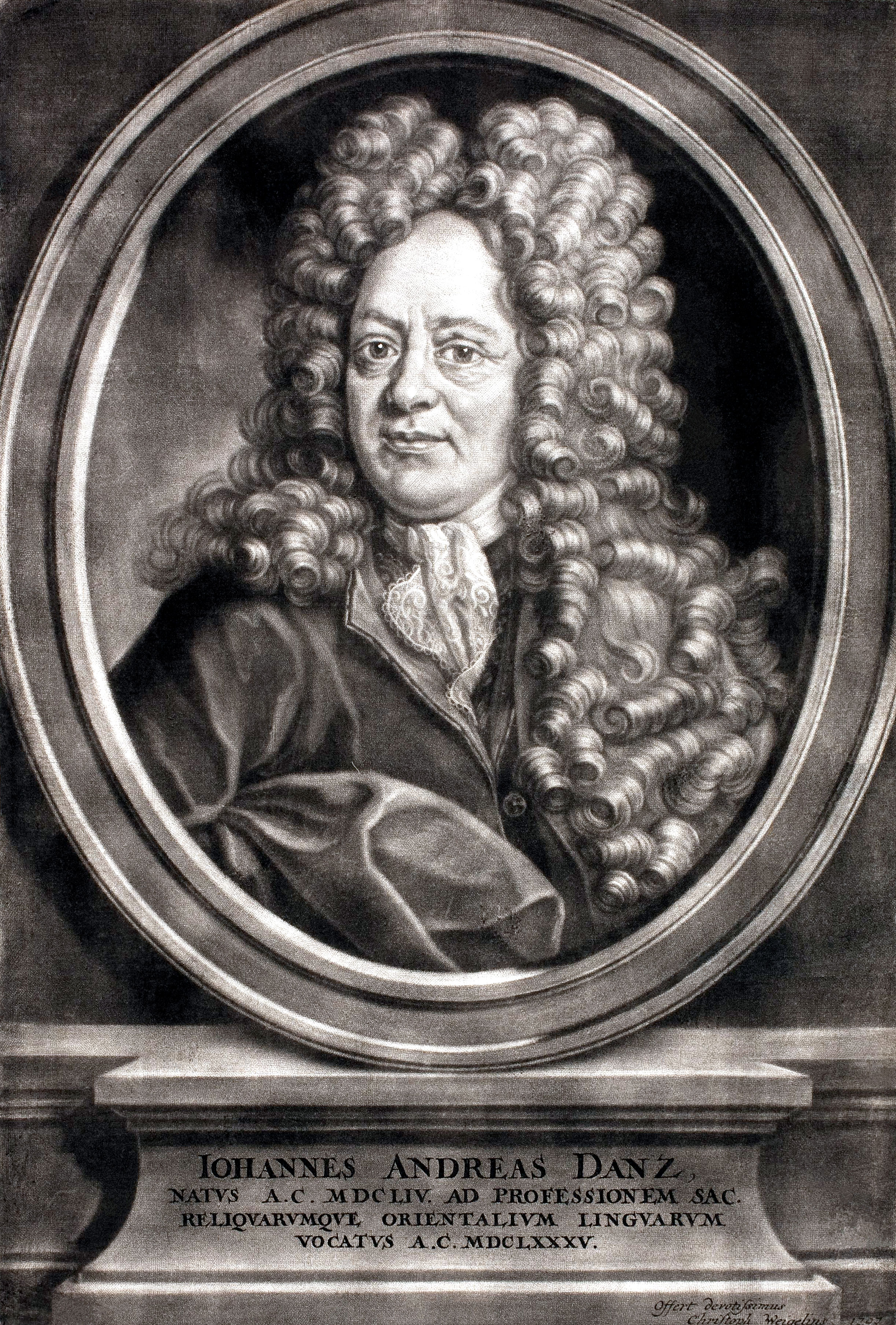
Johann Andreas Danz

Johann Andreas Danz auch: Dantz, (* 1. Februar 1654 in Sundhausen; † 20. Dezember 1727 in Jena) war ein lutherischer Theologe und Orientalist.

## Leben
Johann Andreas war der Sohn des Freisassen des Sundhausener Siedelhofs Sebastian Danz und der Anna Magdalena, die Tochter des Pfarradjunkts in Hörselgau und Waltershausen Johannes Gnüge (12. Oktober 1601 in Craula; † 24. April 1666 in Hörselgau). Seine erste Ausbildung absolvierte er an der Schule in Sundhausen, ab dem zehnten Lebensjahr in Friedrichroda und 1668 an dem Gymnasium in Gotha, welches unter der Leitung des Rektors Andreas Reyher stand. Er immatrikulierte sich, gefördert durch ein Stipendium seines Landesherrn, am 17. September 1673 an der Universität Wittenberg. Dort nahm er zunächst Studien an der philosophischen Fakultät der Akademie auf. Hier hörte Danz Vorlesungen bei Nicolaus Benedict Pascha (1643–1704), Christian Donati, Georg Kaspar Kirchmaier, Michael Walther der Jüngere, Konrad Samuel Schurzfleisch, Georg Green und Samuel Benedict Carpzov. Besonders interessierte er sich für die orientalischen Sprachen, deren Kenntnis er in Wittenberg bei Johann Wilhelm Hilliger, Andreas Sennert und Theodor Dassov vertieft hatte. Daneben besuchte er auch die Vorlesungen an der theologischen Fakultät bei Abraham Calov, Johann Meisner, Johann Andreas Quenstedt und Samuel Pomarius.
Nachdem Danz am 12. Oktober 1676 seine Inauguraldisputation durchgeführt hatte, erhielt er am 16. Oktober den akademischen Grad eines Magisters der Philosophie. Am 22. April 1677 begab er sich für weitere Studien nach Hamburg, wo er orientalische Forschungen bei Esdras Edzard durchführte. Nach weiteren orientalischen Sprachstudien 1679 bei Johann Benedict Carpzov an der Universität Leipzig, kehrte er nach Wittenberg zurück, wo er noch einige Disputationen verteidigte. Am 2. November 1680 zog er an die Universität Jena, wo Georg Götze und Friedemann Bechmann seine Lehrer wurden. Im selben Jahr wurde er Adjunkt der philosophischen Fakultät. 1683 unternahm Danz eine Kavaliersreise durch Deutschland, die Niederlande und England. Hierzu war er zunächst an der Universität Gießen bei David Clodius und Kilian Rudrauff (1627–1690), zog danach zu Philipp Jacob Spener in Frankfurt am Main und hielt sich kurze Zeit in Köln auf.
An der Universität Leiden lernte er Friedrich Spanheim, Antonius Hulsius, Stephanus le Moine und Johann Friedrich Gronovius kennen. An der Universität Utrecht erweiterten Johann Leusden, Johann Georg Graevius, Hermann Witsius und Melchior Leydecker seine Sichtweisen. Nachdem er auch Amsterdam, Rotterdam und Den Haag besucht hatte, setzte er am 17. März 1684 nach England über, wo er London besuchte und die Universität Oxford bei Edward Pococke und die Universität Cambridge bei Ralph Cudworth, Johann Spencer (1630–1693), Isaac Newton und Edmund Castell aufsuchte. Danach war er wieder in den Niederlanden, wo er sich am 21. November 1684 an der Leidener Hochschule immatrikulierte. Danach bezog er noch die Universität Franeker und die Universität Groningen, wo er sich mit weiteren Berühmtheiten bekannt machte.
Über Bremen, Hamburg und Helmstedt kehrte er zurück nach Jena. Hier erhielt er Ende 1685 die Berufung als außerordentlicher Professor der heiligen und orientalischen Sprachen, welche er am 5. Januar 1686 antrat. Nach dem Tod von Johann Frischmuth 1687 übernahm er dessen ordentliche Professur. Dennoch befriedigte ihn sein Sprachunterricht nicht ausschließlich. Am 6. Januar 1710 wurde er außerordentlicher Professor der Theologie, erwarb im selben Monat das Lizentiat der Theologie und promovierte hierin am 1. Februar mit der Arbeit pro antiquitate baptisimi initiationis judaici vindicanda. 1713 wurde er ordentlicher Professor der Theologie und blieb dies bis zu seinem Lebensende. Danz beteiligte sich auch an den organisatorischen Aufgaben der Hochschule und war im Sommersemester 1693 und 1701, sowie den Wintersemestern 1714, 1718 und 1724 Rektor der Alma Mater.
Danz hatte sich am 30. Januar 1693 mit Anna Hedwig Luther, der Tochter des kurbrandenburgischen Hof- und Kammergerichtsrates Gabriel Luther, verheiratet. Die Ehe blieb kinderlos.
Als ausgezeichneter Kenner der orientalischen Sprachen hat er eine hebräische Grammatik herausgegeben und war darum bestrebt, das Sprachstudium zu perfektionieren. So gehen auf ihn verschiedene Terminologien zurück und in seinen akademischen Schriften hat sich Danz durch die Beschreibung von Gegenständen aus den hebräischen Altertümern hervorgetan.

## Werke
- Theses aliquot ad Jesaiae cap. LIII. Abarbaneli maxime, aliorumque Judaeorum commentis oppositas. Wittenberg 1679.
- Judaei proprio ingulati gladio in capito quidem Jes. LIII. Wittenberg 1679.
- Exercitationes Rabbinico-Talmudicae de decisionibus Krischma Ebraeorum. Pars prooemialis. Jena 1680.
- Caini nomen vindicatum secundum b. Lutheri versionem ex Gen. IV. I.  und Cain contra necem praemunitus in Gen. IV. 15. Jena 1682.
- Exercitationis Rabbinico-Talmudicae, de sacris Judaeorum νομοφνλαχτηϛΙοις bis quotidie recitari solitis, Disp. II. Jena 1683.
- Functio Pontificis M. in adyto anniversaria Disp. I. ad ductum Ebr. IX. Jena 1683.
- Nucifrangibulum scripturae sacrae veteris Testamenti ebraeae. Bielke, Jena 1685. (Digitalisat)
- Animalia esu intordicta, ex Act. X. 12 seqq. Jena 1687 (books.google.de).
- De cura Judaeorum in conquirendis Proselytis, ad coliustrandum locum Matth. XXIII. 15. Jena 1688.
- Aditus Syriae reclusus compendiuse ducens ad plenam linguae syriacae antiochenae seu maroniticae cognitionem. Jena 1689.
- De Ebraeorum re militari, ad Deut. XX. et XXI. Dissertatio prior. 1690.
- Manuductio ad ebraeae linguae analysin facilius instituendam, eiusque rite adplicandam syntaxin. 1692.
- Litterator ebraeo-chaldaeus, plenam utriusque linguae vet. Testamenti institutionem harmonice tradens. Item Interpres ebraeo-chaldaeus, omnes utriusque linguae idiotismos explicans. 1696.
- Christi curatio Sabbatica, vindicata ex legibus, contra iudaicas columnias, judaicis. 1699 (books.google.de).
- Partur virginis miraculosus ex Jes. VII. 14. 1700 (books.google.de).
- Origo talionis ad mentem Gentilium, Judaeorum ac Christianorum examinata, occasione Matth. V. 38.39. 1700 (books.google.de).
- Nouilunii initiatio e Maimonide. 1703.
- Dissertatio historico-apolegetica pro Luthero, ex acrmonia stili reprehenso. 1704.
- Compendium Grammaticae ebraeo chaldaicae. Jena 1706 (books.google.de, books.google.de).
- Interpretis ebraeo-chaldaci sinopsis. 1708 (books.google.de).
- Paradigmata nominum simlicium et verborum integra. 1709 (books.google.de).
- Antiquitas baptismi initiationis Israelitarum vindicata, contra adscribentis ipsi originem christianam, pro Licentia summos in Theol. honores capessendi. 1710.
- Dissertat. harmonicobiblico-philol. qua harmoniam vitae Salomonis ad ductum priorum capitum lib. I. Reg. et 2. Chron. exhibet. 1711 (books.google.de).
- Sinceritas scripturae vet. Test. praevalente Keri vacillans. 1713.
- Promulgatio Evangelii haud obscutii expers. 1715.
- … Filiavocis, nefanda divinae acmula. 1716.
- Inauguratio Christi ad doccendum haud obscurior masaica, e spectaculis circa baptismum Christi universae multitudini visis ac distincte intellectis, ad Dei cum Mose Exod. XIX. colloquium collatis. 1717 (books.google.de).
- De λύτϛω redemtionis humanae ex parallelismo locorum Jes. LIII. vers. inprimis 10 et I Petr. I. 18.19. 1720.
- De Jesu Christi filii Dei coaeterna cum patre existentia contra Wilh. Whistonum, auctore Joh. Casp. Gunthero inaug. dissert. pro summis in Theol. honeribus obtinendis. 1726.